# Mariana Limbău
Mariana Limbău (Vadu Moldovei, Suceava, 25 de agosto de 1977) é uma ex-canoísta de velocidade romena na modalidade de canoagem.

## Carreira
Foi vencedora da medalha de bronze em K-4 500 m em Sydney 2000, junto com as suas colegas de equipa Raluca Ioniță, Elena Radu, Sanda Toma.